# (21085) 1991 UL4
(21085) 1991 UL4 là một tiểu hành tinh vành đai chính. Nó được phát hiện bởi Seiji Ueda và Hiroshi Kaneda ở Kushiro, Hokkaidō, Nhật Bản, ngày 18 tháng 10 năm 1991.